# Влюбись в меня, если осмелишься
«Влюбись в меня, если осмелишься» (фр. Jeux d'enfants) — кинофильм, французская мелодрама режиссёра Яна Самюэля, вышедшая на экраны в 2003 году.

## Сюжет
У матери Жульена Жанвье обнаруживают рак. Однажды она даёт ему красивую коробку в виде карусели и говорит, что это сокровище. Жульен отправляется к школьному автобусу и видит, как несколько детей издеваются над девочкой Софи Ковальски — бросают её вещи в лужу и дразнят «грязной полькой». Чтобы поднять ей настроение Жульен даёт ей свою коробку, но просит, чтобы она ему давала иногда её. Тогда Софи предлагает ему её заработать — снять с ручника автобус, чтобы тот уехал без водителя, который в это время помогал собирать ей вещи, отомстив, таким образом, обидчикам.
Так у них завязывается странная игра «слабо — не слабо» — тот, у кого была коробка, мог загадывать другому любые задания, а чтобы получить коробку назад, нужно было эти задания выполнять.
На свадьбе сестры Софи Жульен заявляет, что ему не слабо сказать перед алтарём «нет». Также каждый из них делится мечтой — Жульен мечтает стать тираном, когда вырастет; а Софи — пирожным.
Мать Жульена умирает в больнице у него на глазах. Во время похорон Софи приходит на кладбище, забирается на склеп и поёт песню La Vie en rose.
Проходит 10 лет. Жульен и Софи всё так же продолжают дружить и играть в свою странную игру, только задания становятся сложнее. Между молодыми людьми начинает расти напряжение. Однажды во время размолвки Жульен целует Софи, и она просит «любить себя» на что Жульен отвечает «не слабо», приняв всё за очередное задание. Софи злится на это и ссорится с ним.
В это время отец Жульена говорит, что ему пора готовиться поступать в университет, он заявляет, что ему не нравится общение сына с «этой полькой», а тем более их странная игра, а также в сердцах обвиняет сына в смерти матери. Молодой человек сильно ссорится с отцом и приходит к Софи, но она его прогоняет.
Вскоре Софи решает опять встретиться с Жульеном и объясниться в любви. Она приходит к нему домой, где его отец предлагает ей деньги за то, чтобы она больше не приходила. Оскорблённая девушка швыряет деньги ему в лицо, а тот выталкивает её на улицу. Она находит Жульена в библиотеке, где тот, вняв словам отца, готовится к сдаче экзаменов. Он отказывается слушать Софи, объясняя это тем, что слишком занят и предлагает вернуться к разговору через год. Они снова ссорятся и Софи уходит. Она садится в автобус, а Жульен бежит за автобусом, кричит, что любит её, но она его не слышит.
Каждый из них начинает жить отдельной друг от друга жизнью: Жульен учится в университете, а Софи меняет мужчин, работает в кафе и ходит на уроки пения. Через несколько лет Жульен приходит к ней и приглашает её на свидание. Там он приглашает её на свадьбу с таким видом, что делает ей предложение. Софи даёт своё согласие и только после этого Жульен поясняет ей, что берёт её в качестве свидетеля и знакомит со своей невестой. Софи убита этим, а Жульен говорит ей: «Помнишь, ты говорила, что мне слабо причинить тебе боль?… Не слабо…»
Софи приходит на свадьбу с коробкой и напоминает Жульену о том, что когда-то он поклялся сказать в церкви «нет». Он не поддаётся на её провокацию и говорит «да», тогда Софи во всеуслышание заявляет, что брак не может быть действительным, так как Жульен обещал быть верным ей. Разгорается страшный скандал, в ходе которого отец Жульена рвёт с ним отношения. Свадьба безнадёжно испорчена. Жульен и Софи находятся около железнодорожного пути. Софи выполняет очередное задание — стоит с завязанными глазами на рельсах и ждёт поезда. Когда состав стал приближаться, она стала просить Жульена, чтобы тот сказал ей, когда можно уже отойти, но он промолчал. Она успела соскочить лишь в последний момент. Поражённая тем, что Жульен был готов оставить её умереть под колёсами поезда, она даёт ему задание — не видеться 10 лет. Этим же вечером Софи приходит к своему другу Сергею Нимову Нимовичу, подающему надежды футболисту, и остаётся с ним.
Проходит ровно 10 лет. Софи вышла замуж за Сергея, который к тому моменту стал игроком сборной и гордостью страны. Жульен живёт с женой и двумя детьми, 10 лет не общается с отцом, и он несчастлив. Его мучает вопрос, объявится ли Софи, ведь срок задания истекает сегодня. Он приходит к выводу, что стал тем тираном, о котором мечтал в детстве. Во время праздничного семейного вечера ему вдруг приходит посылка с той самой коробкой. Жульен срывается из дома и едет к Софи. Она ждёт его с очередным заданием — убежать от погони полиции. Жульен счастлив: «Чёртова Софи! Игра с ходу возобновилась. Счастье в чистом виде!» Во время погони он попадает в аварию. Софи приходит в больницу и находит там полностью обгоревшего человека, а рядом с ним коробку. Она в ужасе от того, что по её вине случилось с Жульеном. В слезах она едет домой.
На самом деле с Жульеном не случилось ничего страшного — только несколько ссадин. Сначала он очень доволен своей шуткой, но вскоре понимает, что шутка слишком жестокая. Постепенно Софи тоже понимает, что, возможно, Жульен пошутил над ней, и просит мужа отвезти её назад в больницу. Жульен и Софи встречаются около крыльца больницы под дождём. Он поёт ей песню La Vie en rose. Они не обращают внимания на своих супругов. Сергей ударяет его по лицу, и Жульен теряет сознание — в это время у него перед глазами проносится вся история их с Софи отношений. Молодые люди решают увековечить свою любовь, похоронив себя заживо в бетоне. После этого нам показывают, как могла бы сложиться жизнь и счастливая старость Жульена и Софи, если бы они были более нежными друг с другом, и не играли в игру своими чувствами.

## В ролях
| Актёр                     | Роль                 |
| ------------------------- | -------------------- |
| Гийом Кане                | Жульен Жанвье        |
| Марион Котийяр            | Софи Ковальски       |
| Жерар Уоткинс             | отец Жульена         |
| Жиль Леллуш               | Сергей Нимов Нимович |
| Тибо Верхак               | Жульен в 8 лет       |
| Жозефин Леба-Жоли         | Софи в 8 лет         |
| Эммануэль Грёнвольд       | мать Жульена         |
| Джулия Фор                | сестра Софи          |
| Летиция Венеция Тарновска | Кристель             |

## Награды
- Приз жюри кинофестиваля в Ньюпорт-Бич лучшей актрисе в драматическом фильме — Марион Котийяр
- Приз жюри кинофестиваля в Ньюпорт-Бич за лучший драматический фильм — Ян Самюэль
- Премия Джона Шлезингера кинофестиваля в Палм-Спрингс — Ян Самюэль